# Connew PC1
Connew PC1 – samochód Formuły 1, skonstruowany przez Petera Connew. Uczestniczył w sezonie 1972. Jedyny samochód Connew w Formule 1.

## Historia
W 1970 roku inżynier Surteesa, Peter Connew, zdecydował się zbudować własny samochód Formuły 1. Model PC1 był budowany przez 18 miesięcy w małym warsztacie we wschodnim Londynie przez Connew i jego dwóch przyjaciół. W samochodzie zastosowano standardowy ówcześnie zestaw, tj. silnik Cosworth DFV i skrzynię biegów Hewland. Pojazd był gotowy na Grand Prix Wielkiej Brytanii 1972. Kierowcą został dysponujący wsparciem sponsorów François Migault. Nietypowe tylne zawieszenie zawodziło, a samochód był powolny, i po treningach zespół wycofał się z Grand Prix. Samochód został zmodyfikowany i wystawiony do Grand Prix Austrii. Migault wycofał się jednak z wyścigu po 22 okrążeniach wskutek wypadku. Samochód został zgłoszony do niewliczanego do Mistrzostw Świata wyścigu Victory Race na torze Brands Hatch z Davidem Purleyem za kierownicą, jednakże nie wystartował wskutek problemów z układem elektrycznym. Zimą nadwozie zostało zmodyfikowane i w 1973 roku PC1 z silnikiem Chevrolet za sprawą Pierre'a Soukry'ego i Tony'ego Trimmera bez sukcesów wziął udział w kilku eliminacjach Formuły 5000.

## Wyniki w Formule 1
| Legenda oznaczeń w tabelach wyników Wyświetl szablon na nowej stronie | Legenda oznaczeń w tabelach wyników Wyświetl szablon na nowej stronie                                                                     |
| Oznaczenie                                                            | Wyjaśnienie |
| --------------------------------------------------------------------- | --- |
| Złoty                                                                 | Zwycięzca lub mistrzostwo |
| Srebrny                                                               | 2. miejsce lub wicemistrzostwo |
| Brązowy                                                               | 3. miejsce lub II wicemistrzostwo |
| Zielony                                                               | Ukończył, punktował (w klasyfikacji generalnej, gdy zdobył co najmniej jeden punkt na przestrzeni sezonu, poza trzema powyższymi opcjami) |
| Niebieski                                                             | Ukończył, nie punktował (w klasyfikacji generalnej, gdy nie zdobył co najmniej jednego punktu na przestrzeni sezonu)                      |
| Czerwony                                                              | Nie zakwalifikował się (NZ) |
| Czerwony                                                              | Nie prekwalifikował się (NPK) |
| Różowy                                                                | Nie ukończył (NU) |
| Różowy                                                                | Niesklasyfikowany (NS) (w klasyfikacji generalnej, gdy nie został sklasyfikowany w żadnym wyścigu sezonu)                                 |
| Czarny                                                                | Zdyskwalifikowany (DK) |
| Czarny                                                                | Wykluczony (WYK/EX) |
| Biały                                                                 | Nie wystartował (NW) |
| Biały                                                                 | Kontuzjowany (K/INJ) |
| Biały                                                                 | Wyścig odwołany (OD/C) |
| Bez koloru                                                            | Został wycofany (WYC/WD) |
| Bez koloru                                                            | Nie przybył (NP/DNA) |
| Bez koloru                                                            | Nie brał udziału w treningach (NT/DNP) |
| Bez koloru                                                            | Nie został zgłoszony (–) |
| Pogrubienie                                                           | Start z pole position |
| Kursywa                                                               | Najszybsze okrążenie wyścigu |
| †                                                                     | Nie ukończył, ale jego rezultat został zaliczony ze względu na przejechanie więcej niż 90% dystansu wyścigu.                              |
| *                                                                     | Sezon w trakcie |
| 1/2/3                                                                 | Punktowana pozycja w sprincie kwalifikacyjnym                                                                                             |
| Lista systemów punktacji Formuły 1                                    | |

| Sezon | Zespół                     | Silnik | Kierowcy         | Wyniki w poszczególnych eliminacjach | Wyniki w poszczególnych eliminacjach | Wyniki w poszczególnych eliminacjach | Wyniki w poszczególnych eliminacjach | Wyniki w poszczególnych eliminacjach | Wyniki w poszczególnych eliminacjach | Wyniki w poszczególnych eliminacjach | Wyniki w poszczególnych eliminacjach | Wyniki w poszczególnych eliminacjach | Wyniki w poszczególnych eliminacjach | Wyniki w poszczególnych eliminacjach | Wyniki w poszczególnych eliminacjach | Wyniki kierowców | Wyniki kierowców | Wyniki konstruktora | Wyniki konstruktora |
| 1972  |                            |        |                  | Argentyna                            |                                      |                                      | Monako                               | Belgia                               | Francja                              | Wielka Brytania                      | Niemcy                               | Austria                              | Włochy                               | Kanada                               | Stany Zjednoczone                    | Pkt.             | Msc.             | Pkt.                | Msc.                |
| ----- | -------------------------- | ------ | ---------------- | ------------------------------------ | ------------------------------------ | ------------------------------------ | ------------------------------------ | ------------------------------------ | ------------------------------------ | ------------------------------------ | ------------------------------------ | ------------------------------------ | ------------------------------------ | ------------------------------------ | ------------------------------------ | ---------------- | ---------------- | ------------------- | ------------------- |
| 1972  | Darnval Connew Racing Team | Ford   | François Migault | -                                    | -                                    | -                                    | -                                    | -                                    | -                                    | NW                                   | -                                    | NU                                   | -                                    | -                                    | -                                    | 0                | NS               | 0                   | NS                  |